# Lipotyphla
Cet article court présente un sujet plus développé dans : Insectivora.
Ordre
Les Lipotyphla (ou Insectivora sensu stricto) formaient un ordre regroupant différents mammifères placentaires par révisions successives de l'ordre historique des Insectivores. Les analyses phylogénétiques ont montré que ce taxon est polyphylétique, regroupant des lignées non directement apparentées, ce qui a conduit à son remplacement au profit de deux nouveaux ordres : les Eulipotyphla, ou « vrais » Lipotyphles, issus d'une branche basale de mammifères laurasiathériens, et les Afrosoricida, l'un des groupes d'Afrotheria s'étant développés sur le continent africain pendant son isolement au Crétacé et au Paléogène.

## Histoire
Les Insectivores étaient, dans la classification traditionnelle, unis par le fait qu'ils ont des insectes comme principale source de nourriture, et étaient communément divisés entre Lipotyphla (hérissons, musaraignes, taupes, solénodontes, taupes dorées et tenrecs) et Menotyphla (toupayes et musaraignes à trompe).
Les analyses cladistiques et génétiques ont amené à restreindre cette définition, en confirmant et en excluant les toupayes d'une part, les musaraignes à trompe d'autre part. Mais même dans son sens réduit, l'ordre des Insectivores s'est révélé polyphylétique. Les taupes dorées et les tenrecs en ont été séparés pour être regroupés comme Afrosoricida dans le super-ordre des Afrotheria, aux côtés des musaraignes à trompe, des éléphants, des damans, des siréniens et des oryctéropes.
Les Erinaceidae (hérissons) a ensuite été déplacé en un ordre distinct (Erinaceomorpha) du reste (appelé Soricomorpha), comprenant les familles Soricidae (musaraignes), Talpidae (taupes), Solenodontidae et Nesophontidae. Ces deux ordres remplacent alors Insectivora. Ce schéma a été sapé lorsque des études moléculaires ont indiqué que Soricomorpha est paraphylétique, car les Soricidae partageaient un ancêtre commun plus récent avec Erinaceidae qu'avec d'autres soricomorphes.
Cependant, la combinaison de Soricidae et d'Erinaceidae, appelée ordre Eulipotyphla, s'est avérée monophylétique.
Ce sont pour la plupart des animaux petits, nocturnes et terricoles, dont on connaît environ 365 espèces.

## Liste des familles
Répartition des familles anciennement incluses dans l'ordre des Lipotyphla, selon le Handbook of the Mammals of the World (2018) :
- Eulipotyphla
  - Erinaceidae - des hérissons  et les gymnures ;
  - Nesophontidae - des musaraignes américaines, espèces éteintes ;
  - Solenodontidae - solénodontes et almiquis ;
  - Soricidae - des musaraignes  ;
  - Talpidae - les desmans, le condylure et des taupes ;
- Afrosoricida
  - Chrysochloridae - les taupes dorées ;
  - Potamogalidae - le potamogale et des micropotamogales ;
  - Tenrecidae - le géogale, le limnogale, des microgales, des musaraignes , des tenrecs ,  le tangue et des hérissons-terencs.